# Nemertellina minuta
Nemertellina minuta är en djurart som tillhör fylumet slemmaskar, och som beskrevs av Friedrich 1935. Nemertellina minuta ingår i släktet Nemertellina och familjen Tetrastemmatidae. Inga underarter finns listade i Catalogue of Life.